# SAC-220
El SAC 220 fue un diseño español de un portaviones ligero, de propulsión convencional y configuración CATOBAR, elaborado por la Empresa Nacional Bazán (hoy Navantia) con el fin de ser exportado a diversas armadas del mundo. 
El diseño básico preveía un portaaviones de 27 000 toneladas de desplazamiento a plena carga capaz de operar 25 aeronaves, barato de construir con respecto a portaaviones más grandes, de tal manera que el país comprado pudiese acceder a un arma aérea embarcada de bajo costo. 

## Desarrollo y diseño
En la década de los 80, la Empresa Nacional Bazán construyó para España el Príncipe de Asturias, y con base en este portaaviones se vendió una versión reducida a Tailandia en 1992, el HTMS Chakri Naruebet, el primer portaaviones construido por un país para la armada de otra nación. Tras esta experiencia Bazán vio oportunidad en construir y vender un portaaviones para la Armada de Argentina que buscaba reemplazar el ARA Veinticinco de Mayo, un buque de la clase Colossus cuyo diseño databa de la Segunda Guerra Mundial.
El principio de diseño era ofrecer una plataforma más barata tanto de construir como de operar que un portaaviones de propulsión nuclear, con un coste estimado de 500 millones de dólares en 1996. Se esperaba un periodo de construcción de 5 años, incorporando tecnologías civiles en ciertos equipos y sistemas del buque con el fin de reducir costos de mantenimiento y construcción. 
El portaviones tendría una eslora de 241,8 metros, 222,8 de eslora entre perpendiculares, un trazado de manga de 29,5, con un estimado de 45 metros de manga en la cubierta de vuelo, un puntal de 22,5 metros y un desplazamiento a plena carga de 27 000 toneladas (comparado con las 32 700 de la clase Clemenceau, 42 500 del Charles de Gaulle, y 100 000 de la clase Nimitz). El tipo de propulsión era de tipo CODAG con 57 MW de potencia, o una propulsión de tipo COGAG con 66 MW; las velocidades máximas serían de 25,5 y 26,5 nudos respectivamente para cada tipo de propulsión. El alcance del buque era de 7500 millas náuticas a 15 nudos de velocidad. Se esperaba la operación de aeronaves en estado de mar 5 y la navegación del buque en estado de mar 9, teniendo en cuenta las condiciones del mar austral en las costas argentinas.
Con estas dimensiones el buque podía transitar por las nuevas esclusas del canal de Panamá, o por las antiguas esclusas con la cubierta de vuelo sobresaliendo por encima del canal. 
Para la operación de aeronaves se optó por un sistema CATOBAR, con dos catapultas de vapor: una en proa y otra en babor, a lo largo de la pista de aterrizaje angulada; junto a dos ascensores abiertos individuales en estribor. El peso máximo de las aeronaves a operar sería de 26 toneladas. España no proporcionaría las aeronaves de la embarcación, que deberían ser compradas a otro país.
Entre las aeronaves de combate que teóricamente podía operar se encuentran el Rafale M, F-18 Hornet, MiG-29, Super Etendard, A-4 Skyhawk, HAL Tejas, el posible desarrollo naval de un AMX A1 y el JAS 39 Gripen; y para misiones complementarias, el S2-E, S2-G, P-16, E-2 Hawkeye, S3 Viking y BR 1050 Alize.

## Ofrecimientos
La Armada Argentina, buscando un reemplazo del ARA Veinticinco de Mayo, fue la primera interesada en adquirir el buque y para quién se hizo el diseño preliminar. Debido a la Crisis económica argentina (1998-2002) el proyecto de compra no prosperó.
A la Marina de Brasil se le ofreció el buque como un reemplazo al NAeL Minas Gerais. Brasil nunca ordenó el buque y se decidió por comprar de segunda mano el portaaviones francés NAe São Paulo, por 12 millones de dólares. 
Se ofreció a la Armada India para reemplazar el INS Vikrant, y operar junto al INS Viraat de 28 700 toneladas de desplazamiento. India ya se encontraba negociando con Rusia la compra del Admiral Gorshkov (esa compra fue efectuada en 2004 sirviendo el buque como INS Vikramaditya) por lo cual no compró el buque. India se encontraba desarrollando el ADA-LCS (hoy HAL Tejas) con un posible versión naval.
La República Popular China se vio interesada en el proyecto, como parte de su programa de portaaviones nacional, sin embargo no tenía intención de comprar el buque a España sino de adquirir los planos, para futuros diseños. 
Algunos analistas militares han propuesto una nueva versión del buque agrandada y actualizada, para la segunda plataforma embarcada de Turquía y otra versión para reemplazar al Príncipe de Asturias, y operar junto al Juan Carlos I, incluso considerando una versión naval del Eurofighter Typhoon y el futuro FCAS para el ala embarcada del buque. No se registra pronunciamiento oficial de la Armada o del gobierno de España al respecto, aunque algunos analistas señalan que existen planes para realizar este proyecto en la segunda mitad de esta década.